# 화악산로
화악산로(Hwaaksan-ro)는 경기도 가평군 북면 목동삼거리 에서 강원특별자치도 화천군 사내면를 잇는 도로이다.

## 주요경유지
경기도
- 가평군 (북면)

강원특별자치도
- 화천군 (사내면)

## 노선
| 이름       | 접속 노선              | 소재지 | 소재지 | 비고      |
| ---------- | ---------------------- | ------ | ------ | --------- |
| 목동삼거리 | 국도 제75호선 (가화로) | 가평군 | 북면   |           |
| 성황천교   |                        | 가평군 | 북면   |           |
| 남종교     |                        | 가평군 | 북면   |           |
| 화악교     |                        | 가평군 | 북면   |           |
| 신촌교     |                        | 가평군 | 북면   |           |
| 충만교     |                        | 가평군 | 북면   |           |
| 화악6교    |                        | 가평군 | 북면   |           |
| 화악5교    |                        | 가평군 | 북면   |           |
| 화악4교    |                        | 가평군 | 북면   |           |
| 실운현     |                        | 가평군 | 북면   |           |
| 화악터널   |                        | 가평군 | 북면   | 연장 680m |
| 화악터널   |                        | 홍천군 | 사내면 | 연장 680m |
| 화악제1교  |                        | 홍천군 | 사내면 |           |
| 화음교     |                        | 홍천군 | 사내면 |           |
| 삼일1교    |                        | 홍천군 | 사내면 |           |
| 삼일교     |                        | 홍천군 | 사내면 |           |
| 일광교     |                        | 홍천군 | 사내면 |           |
| (이름없음) | 국도 제75호선 (포화로) | 홍천군 | 사내면 |           |

## 주요 건물및 시설
- GS25 가평북면점 (화악산로 4/목동리 340-1)
- 북면파출소 (화악산로 6/목동리 848-4)
- 농협 가평군농협 북면지점 (화악산로 19/목동리 893-2)